# Sintetizam
Sintetizam je stil u slikarstvu kog su 1890-ih prakticirali Paul Gauguin, Émile Bernard ali i drugi umjetnici pripadnici škole Pont-Aven u Bretagni s velikom obojanim površinama ograničenim tamnim obrisima. 
Skupina oko Gauguina smatrala je da umjetnik treba sintetizirati svoje dojmove i radije slikati koristeći sjećanje nego izravan prikaz. Na Svjetskoj izložbi 1889. u Parizu pripadnici škole Pont-Aven organizirali su izložbu pod nazivom Synthétisme.
Članovi skupine osnovane 1891. bili su Gauguin, Bernard, Charles Laval i Louis Anquetin. Ponekad se i slikari Paul Sérusie i Cuno Amiet ubrajaju u sintetiste. 